# Gennep
Gennep (phát âmⓘ) là một đô thị và thành phố ở đông nam Hà Lan.

## Các trung tâm dân cư
Aaldonk, Dam, De Looi, Diekendaal, Gennep, Heijen, Hekkens, Milsbeek, Ottersum, Smele, Ven-Zelderheide và Zelder.